# 田浦リオ
田浦 リオ（たうら リオ、1976年1月7日 - ）は、東京都出身のスーツアクター、女優。

## 出演

### テレビ
- 悪の仮面（2001年）
- 魔弾戦記リュウケンドー（2006年、レディーゴールド役）
- トミカヒーロー レスキューフォース（2008年、R4[2]、マール[2]（スーツアクター））
- 世にも奇妙な物語「バーゲンハンター」（あらし役）
- 織田信長（織田家侍女役）
- 特捜刑事・遠山怜子2（妻役）
- 人間の証明2001（ナオミ役）
- 逮捕しちゃうぞ（婦警役）
- 自治会長 糸井緋芽子 社宅の事件簿8（老人ホームの職員役）
- 多摩南署たたき上げ刑事・近松丙吉5～四人の目撃者（海老原さやか役）
- 美しき三つの嘘 （看守役）
- 赤い博物館 （幼少期の松下由樹さんの母役）
- 自治会長 糸井緋芽子 社宅の事件簿1.2.4（スタント吹替）
- ラブコンプレックス（吹替）
- 弁護士芸者のお座敷事件簿（スタント吹替）
- 火消し屋小町（吹替）
- 悪の仮面（スタント吹替）
- ペットシッター沢口華子の事件簿1.2（スタント吹替）
- 税務調査官・窓際太郎の事件簿（スタント吹替）
- 陰の季節（吹替）
- 冷たい灼熱（スタント吹替）
- マイ☆ボス マイ☆ヒーロー
- 嫉妬の香り（スタント吹替）
- 逆転の夏（スタント吹替）
- フレーフレー人生!（アクション吹替）
- 真実を追う男（スタント吹替）
- おばさん会長・紫の犯罪清掃日記!ゴミは殺しを知っている（スタント吹替）
- プリティガール（アクション吹替）
- 忍風戦隊ハリケンジャー（忍者生徒役）
- 温泉医ぽっかや診療所事件カルテ3・4・6（スタント吹替）
- 淋しい警備員（スタント吹替）
- ご近所探偵TOMOE　（スタント吹替）
- 第三の時効（スタント吹替）
- ラストシーン（スタント吹替）
- 特捜刑事・遠山怜子1（吹替吹替）
- 美容外科医の事件簿（吹替吹替）
- 弁護士迫まり子の遺言作成ファイル5（スタント吹替）
- 眠らない電話（スタント吹替）
- ダムド・ファイル（スタント吹替）
- ×イチ女刑事（スタント吹替）
- さんまのナンでもダービー
- 南くんの恋人　（スタント吹替）
- 財務捜査官 雨宮瑠璃子2　（アクション吹替）
- H2（スタント吹替）
- 炎の警備員（スタント吹替）
- 大空港警察副署長（スタント吹替）
- 罠の交差点（スタント吹替）
- 北アルプス殺人ルート（スタント吹替）
- 愛と友情のブギウギ（バイク吹替）
- THE WINDS OF GOD（アクションコーディネーター）
- 伊豆狩野川殺人事件（TX）（スタント吹替）
- ある愛の詩（TBS）（スタント吹替）
- 財務捜査官 雨宮瑠璃子3（TBS）（スタント吹替）
- 歌で逢いましょう♪Gyaoインターネット配信ドラマ（スタント吹替）
- 銭湯の娘!?（TBS）（アクション吹替）
- 名司会者・寿鶴子 殺人スピーチ1・2（スタント吹替）
- 恋のから騒ぎスペシャル（スタント吹替）
- 熱血シングル・ファザー〜新聞記者・新庄圭吾の事件ファイル〜3（スタント吹替）
- 刑事吉永誠一 涙の事件簿5 約束の指きり（スタント吹替）
- 多摩南署たたき上げ刑事・近松丙吉7 不幸な雨（スタント吹替）
- セミオトコ（アクションコーディネーター）
- 青春探偵ハルヤ（アクションコーディネーター）
- 奪い愛、高校教師（スタント吹替・酔っ払い役）

### 雑誌
- HYPER HOBBY（H18.10月号　単独インタビュー）
- 特撮ニュータイプ（H18.11月号　対談）

### CM
- ギャロップレーサー3
- 魔弾戦記リュウケンドーDXマダンマグナム
- ピュアベント

### 映画
- 美少女格闘燃えよドラゴンガールズ
- 先生
- TOMOKO〜もっと危険な女
- スピードスター
- 銀色のシーズン
- トミカヒーロー レスキューフォース 爆裂MOVIE マッハトレインをレスキューせよ!